# Venesat-1
Venesat-1, conosciuto anche come Simón Bolívar, è il primo satellite venezuelano. È stato progettato, costruito, lanciato ed è controllato e monitorato dalla CGWIC, una sussidiaria della China Aerospace Science and Technology Corporation. È un satellite per telecomunicazioni e si trova in un'orbita geosincrona. È stato lanciato mediante un vettore Lunga Marcia 3B dal cosmodromo di Xichang alle 16:53 GMT del 29 ottobre 2008.
Venesat-1 è gestito dal Ministero della Scienza e della Tecnologia venezuelano. Trasmette in banda C ed in banda Ku. La sua massa è di 5.100 kg (11.000 lb) ed un'aspettativa di servizio di 15 anni. È basato sulla tecnologia del satellite Dong Fang Hong 02.